# Tantas veces
Tantas veces es el segundo álbum de estudio de Miki González.

## Lista de canciones
Según material editado por la disquera CBS Discos
| Cara A |                    |          |  |
| N.º    | Título             | Duración |  |
| 1.     | «Ponte tu vestido» | 3:30     |  |
| 2.     | «Tantas veces»     | 4:10     |  |
| 3.     | «Vamos a Tocache»  | 4:15     |  |
| 4.     | «Tiempo de nada»   | 4:37     |  |

| Cara B |                       |          |  |
| N.º    | Título                | Duración |  |
| 1.     | «Lola»                | 3:05     |  |
| 2.     | «Solo quiero»         | 4:19     |  |
| 3.     | «Primavera especial»  | 6:04     |  |
| 4.     | «Moderno y decadente» | 2:56     |  |

## Créditos
- Miki González: Guitarra y voz.
- Eduardo Freyre: Bajo y coros.
- Filomeno Ballumbrosio: Cajón, percusión y coros.
- Wicho García: Teclados y coros.
- Pelo Madueño: Batería.

### Participación especial de
- Cachorro López: Bajo en A3 y B3.
- Andrés Calamaro: Teclados en A2, B1 y B3. Voz en B2.
- Sebastián Schon: Teclados en A1, A2, A3, A4, B2 y B3. Saxo alto en A2.